# Tango für drei
Tango für drei (Originaltitel: Tango dla trojga) ist ein Roman von Maria Nurowska. Er erschien erstmals 1997. Die deutschsprachige Übersetzung von Bettina Eberspächer erschien 2000.

## Inhalt
Die Handlung setzt ein, als eine junge Frau am Steuer eines Autos beschleunigt und das Fahrzeug in den Straßengraben steuert.
Im Warschau der 1990er Jahre: Durch ihren Freund Darek beginnt sich Aleksandra, die wie er aus einer Kleinstadt kommt, für das Theater zu begeistern. Obwohl sich Darek besser auskennt, ist es Aleksandra, die ein Schauspielstudium aufnimmt. An der Akademie bekommt sie Unterricht von ihrem Schauspielprofessor Zygmunt Kmita, den sie zwar nur für einen mittelmäßigen Schauspieler, dafür aber für einen hervorragenden Lehrer hält. Als Aleksandra von Zygmunt kritisiert wird und er sie mit einem Studenten der Technischen Universität vergleicht, der eine Brücke konstruieren würde, die sofort einstürzt, wird ihr schauspielerischer Ehrgeiz entfacht.
Später bekommt sie auch neben Zygmunt und dessen Lebensgefährtin Elżbieta eine Rolle in Bulgakows Kabale der Scheinheiligen angeboten. Während der Proben lernen sich Elżbieta und Aleksandra besser kennen und sie erfährt, dass sich Elżbieta vor ihrem Studium für Astronomie begeistert hat und dass sie in dem Film Die Kurve mitgespielt hat, in dem die Protagonistin Suizid begeht, indem sie einen Autounfall provoziert. Während sich Aleksandra mehr von Darek distanziert, entwickelt sie starke Gefühle für Zygmunt. Als Zeichen seiner Zuneigung schenkt er ihr deshalb einen Kleinwagen.
Da es sich im Theaterstück um eine Dreiecksbeziehung zwischen Armande, Madeleine und Molière handelt, treten die Parallelen zur Realität offen zutage und während der Premiere des Stückes verwandelt sich das Spiel zum Ernst.
Nach der Premiere erwartet Aleksandra gespannt die Kritiken, aber sie wird von den Berichten und Fotos von der Aufführung enttäuscht. Elżbieta entgegnet Aleksandra, dass sie die Zeitschrift nicht kenne, die die Kritik gedruckt habe und erzählt ihr von den Schwierigkeiten in ihrer Ehe.
Der Roman endet mit der Todesnachricht von Aleksandra.

## Kritik
„Mit großer psychologischer Raffinesse erzählt die große polnische Schriftstellerin Maria Nurowska die Geschichte zweier Frauen, die nicht nur die Liebe zu demselben Mann teilen“

## Ausgaben
- Maria Nurowska: Tango für drei, S. Fischer Verlag 2000, Frankfurt am Main, ISBN 3-596-14879-0